# Calavon
Calavon – rzeka we Francji, przepływająca przez tereny departamentów Alpy Górnej Prowansji i Vaucluse, o długości 86,9 km. Stanowi dopływ rzeki Durance.